# Ingrit Valencia
Ingrit Valencia, född den 3 september 1988 i Morales, är en colombiansk boxare.
Hon tog OS-brons i flugvikt i samband med de olympiska boxningstävlingarna 2016 i Rio de Janeiro. Vid OS i Tokyo 2021 blev Valencia utslagen i kvartsfinalen i flugvikt av japanska Tsukimi Namiki.